# 6867 Kuwano
6867 Kuwano este un asteroid din centura principală de asteroizi.

## Descriere
6867 Kuwano este un asteroid din centura principală de asteroizi. A fost descoperit pe 28 martie 1992 la Kitami de Kin Endate și Kazuro Watanabe. El prezintă o orbită caracterizată de o semiaxă mare de 2,59 ua, o excentricitate de 0,26 și o înclinație de 11,8° în raport cu ecliptica.